# Charlie McCoy
Charlie McCoy (Oak Hill, 28 marzo 1941) è un armonicista e chitarrista statunitense, interprete soprattutto di musica country.

## Biografia
Imparò a suonare l'armonica a bocca e la chitarra all'età di otto anni, e dopo qualche anno anche la chitarra basso e la tromba. La sua prima registrazione come suonatore di armonica è del 1961, col brano I Just Don't Understand di Ann-Margret, per la RCA. In seguito fu scritturato dalla Monument Records e la sua reputazione crebbe notevolmente. Il singolo Candy Man, di Roy Orbison, vendette oltre un milione di copie negli Stati Uniti.
Il suo primo album, The World, uscì nel 1967, e nel 1972 Good Time Charlie raggiunse la prima posizione nella classifica americana della musica country, e The Fastest Harp in the South la seconda posizione. Nel 1973 l'album The Real McCoy ricevette un Grammy Award per il miglior album strumentale di musica country.
In seguito a questi successi molti artisti famosi lo vollero come armonicista , tra cui Elvis Presley, Perry Como, Joan Baez, Johnny Cash, Paul Simon, Ringo Starr e Cliff Richard. Suonò la chitarra nella famosa canzone Desolation Row, in Highway 61 ed in Blonde on Blonde di Bob Dylan.
Charlie McCoy ha fatto molte tournée, oltre che negli Stati Uniti, in Europa e in Giappone, e ha registrato numerosi album per case discografiche danesi, francesi e tedesche.
In maggio 2009 è stato ammesso nella Country Music Hall of Fame.

## Discografia
Nota: l'elenco può essere incompleto. 
- The Real McCoy (versione 1968), 1968
- The World of Charlie McCoy, 1967
- The Real McCoy, 1972
- Charlie McCoy, 1972
- Good Time Charlie, 1973
- The Fastest Harp in the South, 1973
- The Nashville Hit Man, 1974
- Charlie McCoy Christmas, 1974
- Charlie My Boy, 1975
- Harpin' The Blues, 1975
- Play It Again Charlie, 1976
- Country Cookin' , 1977
- Charlie McCoy's Greatest Hits, 1978
- Appalachian Fever, 1979
- One For the Road, 1986
- Harmonica Jones, 1987
- Another Side of Charlie McCoy, 1988
- Charlie McCoy's 13th, 1988
- Candle Light, Wine & Charlie, 1989
- Beam Me Up Charlie, 1989
- International Incident, 1990
- Out On A Limb, 1991
- Live in Paris, 1992
- International Airport, 1992
- American Roots, 1995
- Precious Memories, 1998
- La Légende Country, 1998/2011
- Classic Country: Charlie McCoy, 2003
- Live in Brno 2004, 2004
- Charlie McCoy (1928-1932), 2005
- A Celtic Bridge: from Nashville to Dublin, 2007
- Over The Rainbow, 2009
- Classic Country Hymns, 2009
- Choo Choo Ch'Boogie, 2010
- Charlies Christmas Angels, 2010
- Lonesome Whistle: A Tribute to Hank Williams, 2011
- Smooth Sailing, 2013
- Celtic Dreams, 2015

## Partecipazioni
Alcune partecipazioni come strumentista:
- Elvis Presley – Colonne sonore di 7 film; singoli Big Boss Man e High Heel Sneakers
- Bob Dylan –  5 album come armonicista.
- Johnny Hallyday – Album Sings America's Rockin' Hits (1962); Les bras en croix (1963); Entre violence et violon (1983); En V.O. (1984); Drôle de métier (1984); Hallyday 84 - Spécial enfants du Rock (1984).
- Eddy Mitchell – Album Rockin' in Nashville Live at the Olympia (maggio 1975) / Live Palais des Sports (1977), e numerose partecipazioni agli album in studio negli anni '70.
- Perry Como – Dream On Little Dreamer, Seattle.
- Simon and Garfunkel – The Boxer
- Paul Simon – Papa Hobo
- Manhattan Transfer – Love For Sale
- Ann-Margret – I Just Don't Understand
- Peter, Paul & Mary – Album 17
- Roy Orbison – Candy Man, Blue Bayou
- Patti Page – Hush, Hush Sweet Charlotte
- Steve Miller Band – Going Back To The Country
- Nancy Sinatra –  Jackson
- Ringo Starr – album Beaucoup of Blues
- Gordon Lightfoot – Canadian Railroad Trilogy
- Conway Twitty – Play, Guitar, Play
- Johnny Cash – Orange Blossom Special, It Ain't Me Babe
- Vince Gill – Christmas Won't be The Same This Year
- Alabama – Tar Top
- Barbara Mandrell – I Was Country, When Country Wasn't Cool
- Johnny Paycheck – Take This Job And Shove It, Slide Off Of Your Satin Sheets
- Tom T. Hall – Old Dogs, Children, And Watermelon Wine, I Love
- Bobby Bare – Five Hundred Miles
- Dolly Parton – My Tennessee Mountain Home
- Loretta Lynn – When The Tingle Becomes A Chill
- Flatt And Scruggs – album Times They Are A Changing
- Osborn Brothers – Midnight Flyer
- Doc Watson – album With Flatt and Scruggs
- George Jones – He Stopped Loving Her Today
- Steve Wariner – Tennessee Christmas
- Ronnie Milsap – I Wouldn't Have Missed It For The World
- Tanya Tucker – What's Your Mama's Name, Blood Red And Going Down
- Anne Murray – I'm In Love With You
- Johnny Carver – Tie A Yellow Ribbon
- Jerry Lee Lewis – What Made Milwaukee Famous
- Waylon Jennings – Brown Eyed Handsome Man
- Jim Ed Brown – Southern Loving
- Chet Atkins – Chet Picks On The Beatles, Superpickers
- Wilma Burgess – Baby
- Marie Osmond – Paper Roses
- Ray Stevens – The Streak
- Sammy Kershaw – Tattoo
- Rodney Crowell – Candy Man
- Ween – Twelve Golden Country Greats

## Riconoscimenti
- Grammy Award: 1973 per l'album The Real McCoy.
- Country Music Association Awards: "Instrumentalist of the Year" nel 1972 e 1973.
- Academy of Country Music: "Instrumentalist of the Year" nel 1977, 1978, 1979, 1980, 1981, 1983, 1988 e 1989.
- Ammesso nella Country Music Hall of Fame in maggio 2009.